# Fiorinia frontecontracta
Fiorinia frontecontracta är en insektsart som beskrevs av Green 1919. Fiorinia frontecontracta ingår i släktet Fiorinia och familjen pansarsköldlöss. Inga underarter finns listade i Catalogue of Life.